# 또 다른 자아
또 다른 자아 또는 알터 에고(Alter Ego, 라틴어로 "다른 나"라는 뜻)는 본래 나의 모습과 다른 또 다른 자신이 있다고 믿는 것이다. 또 다른 자아가 있는 사람들은 이중생활을 한다고 말한다. 이 용어는 19세기 초 심리학자들이 해리성 정체 장애를 설명할 때 사용되면서 널리 알려졌다. 마르쿠스 툴리우스 키케로는 1세기 로마에서 철학이 만들어지고 있을 때 이 용어를 처음으로 사용했다. 당시 "두 번째 나, 신임있는 친구"라는 뜻으로 사용되었다고한다.

## 공연 예술가
또 다른 자아는 많은 공연 예술가들이 무대나 스크린 페르소나에서 사용하고 있는데, 대중들의 관심을 더 끌어모으고 새로운 컨셉을 가지게하는 효과가있다. 희극배우들 역시 또 다른 자아를 사용함으로써 새로운 루틴의 일부분을 만든다. 마르크스 형제는 경력 동안 보드빌 캐릭터를 만들면서 사용했다.
| 본명                  | 예명/약명                     | 또 다른 자아(s) | 또 다른 자아의 설명 또는 의미 |
| --------------------- | ----------------------------- | --- | --- |
| 밴 해거티             | 맥클모어                      | 라벤 보위 | 라벤 보위는 맥클모어의 또 다른 자아로, 라벤 보위는 맥클모어의 노래"And We Danced" 시기에 나타난 섹스에 미친 남자이다.                                                                                         |
| 비욘세 놀스           | 비욘세                        | 사샤 피어스 | |
| 에이브릴 라빈         | 에이브릴                      | 에비 던, 스케이터 걸, 펑크 프린세스, 에비 | |
|                       | 비틀즈                        | 서전트 페퍼스 론리 하츠 클럽 밴드 | |
| 브리안 와너           | 메릴린 맨슨 (또 다른 자아)    | 마릴린 맨슨 | 맨슨은 메릴린 맨슨의 첫 번째 이름과 찰스 맨슨의 마지막 이름이 합쳐져 예명과 글자가 같은 또 다른 자아가 만들어졌다고 말했다.                                                                                   |
| 캘빈 브로더스         | 스눕 독 (또는 스눕 도기 도그) | 스눕 리온, 니모 호스 | |
| 클리퍼드 해리스       | T.I.                          | T.I.P., T.I.의 앨범 T.I. vs T.I.P.에서 제클리와 헤이드라는 또 다른 자아가 직접적으로 사용되었다.                                                                                      | |
| 데이먼 알반           |                               | 카브즈 뉴만 | 카브즈는 자신의 풀 네임 "Dame Carbs Neuman Crane"에서 따왔다. |
| 데이비드 보위         |                               | 지기 스타더스트, 더 씬 화이트 듀크 | |
| 도널드 글러버         |                               | 차일디쉬 감비노 | |
| 프레디 머큐리         |                               | 마이티 머커 | |
| 캐서린 허드슨         | 케이티 페리                   | 캐시 베스 테리 | |
| 마셜 매서스 ll 매서스 | 에미넴                        | 슬림 셰이디, 켄 카니프 | 슬림은 에미넴의 적수이며, 켄은 동성 적수이다. |
| 나스 조네스           | 나스                          | 나스 이스코바, 나스티 나스 | |
| 오니카 마라즈         | 니키 미나즈                   | 쿠키, 여자 위지, 랩 댄스 니카, 마샤 졸란스키, 니키 르윈스키, 니키 미나즈, 니키 테레사, 니키 더 보스, 니키 더 닌자, 노만, 포인트 덱스터, 로만 졸란스키, 로사, 더 하라주쿠 바비, 타이론 | 다양한 또 다른 자아. |
| 샤키라 메바락         | 샤키라                        | 쉬 울프 | |
| 션 카터               | 제이-지                       | 제이-호야 | Considers himself "God" of rap, "They call me J-Hova cause tha flow is religious.". Jehovah is another name for God. Also note that Jay-Z, pronounced Jay Cee for JC, is the slang reference of Jesus Christ. |
| 스테파니 저마노타     | 레이디 가가                   | 조 칼데론 (남자), Yüyi the Mermaid. | |
| 브리트니 스피어스     |                               | 포멀리 브리타니아, 모나 리사, 팜므 파탈 | |
| 크리스티나 아길레라   |                               | 엑스티나 (Stripped 시기), 베이비 제인 (Back to Basics 시기), 마담 X (Bionic 시기) | |
| 재닛 잭슨             |                               | 미스 잭슨, 재닛, 스트로베리, 데미타 조 | |
| 제니퍼 로페즈         |                               | 제이 로, 로라 | |
| 저스틴 비버           |                               | Kidrauhl/Shawty Mane/Jason Deeps/Jason McCann/Dr. Bieber/Jason McCann | |
| 카일리 미노그         | 카일리                        | 아프로디테 | |
| 린지 로언             |                               | 디아네, 마르고 | |
| 머라이어 캐리         |                               | 비앙카, 미미 | |
| 마일리 사이러스       |                               | 한나 몬타나 (비밀스런 팝 스타) and 마일리 레이 스튜어트 (평범한 10대 소녀) | |
| 패리스 힐턴           |                               | DJ | |
| 킴 카다시안           |                               | 프린세스 자스민 | |
| 카와세 토모코         |                               | 토미 페브러리6, 토미 헤븐리6 | |
| 호세 마누엘 핀토      |                               | 와힌 | |

## 같이 보기
- 필명
- 페르소나
- 가명
- 링 네임
- 별명
- 예명